# Els nens de Hitler
 Els nens de Hitler  (original: Hitler's Children) és una pel·lícula estatunidenca dirigida per Edward Dmytryk, estrenada el 1943. Es tracta d'una adaptació dramatitzada de la investigació periodística  Education for Death  de Gregor Ziemer. Ha estat doblada al català.

## Argument
Berlín, 1933. Una escola, destinada als fills dels residents americans, confronta amb una Horst Wessel Schule, on ensenyen a joves reclutes els rudiments de la propaganda nazi. En el transcurs d'una baralla entre els alumnes de les dues escoles, Karl, un jove hitlerià, es deixa seduir per l'encant i la forta personalitat d'una professora de nacionalitat americana d'origen alemany, Ana Miller. Quan la guerra s'inicia a Europa, Ana, considerada aleshores alemanya, és despatxada de la institució americana i obligada a treballar per al nou règim. Amb valor, es nega a obeir i és traslladada a un camp de treball. El seu exsuperior jeràrquic, el professor americà Nichols, es llança desesperadament a la seva recerca....

## Repartiment
- Tim Holt: Tinent Karl Bruner
- Bonita Granville: Anna Miller
- Kent Smith: Professor Nichols
- Otto Kruger: Coronel Henkel
- H. B. Warner: el capellà
- Lloyd Corrigan: Franz Erhart
- Erford Gage: Dr. Schmidt
- Hans Conried: Dr. Graf
- Peter Van Eyck: sergent
- Nancy Gates: Brenda
- Gavin Muir: Major nazi
- Elsa Janssen (no surt als crèdits): Sra. Muller

## Comentari
- Concebuda en el marc molt obligat de les pel·lícules de propaganda, "Els nens de Hitler" va ser, segons l'opinió dels arxivers de la RKO, una "verdadera revelació". La pel·lícula posa en escena situacions que no són caricaturesques i els personatges són encarnats amb molta veracitat. Tim Holt, sobretot, interpreta un oficial nazi idealista, enamorat d'una jove i que acaba, al final d'algunes proves, per descobrir el seu esgarriament ideològic. A partir d'un pressupost extremadament modest - dos-cents cinc mil dòlars -, la pel·lícula va tenir un triomf públic sorprenent i va portar més de tres milions de dòlars. Paradoxalment, amb l'èxit d'aquesta pel·lícula no n'hi va haver prou, per disculpar Edward Dmytryk, el seu realitzador, de les acusacions d'activitats comunistes. L'administració americana, l'endemà del final de la guerra, el va inscriure a la llista negra i va haver, com tants d'altres, d'exiliar-se a Anglaterra.